# Tourisme en ligne
 (novembre 2010).
Le tourisme en ligne, cybertourisme ou e-tourisme désigne les activités du secteur du tourisme sur Internet. Pour les clients, le tourisme en ligne offre des moyens de préparer, d'organiser et de réserver ses voyages via Internet : identification de la destination, achat du transport, élaboration d'un itinéraire, réservation d'un hébergement, échange d'informations avec les autres internautes. Apparu en 1998, le tourisme en ligne est aujourd'hui un mode de promotion et de réservation incontournable dans les secteurs du tourisme et du voyage. Les années 2000 sont celles de l'ADSL, les années 2010 ont vu se développer le sans fil via les smartphones qui a renforcé la désintermédiation entre les différents acteurs. En 2017, le tourisme en ligne devrait atteindre un chiffre d'affaires global de 20 milliards d'euros selon une étude du cabinet Phocuswright. 
Les utilisateurs et consommateurs du tourisme en ligne sont désignés par l'univers du marketing comme des « touristonautes », « touristes en ligne » ou « cybertouristes ». 
Le secteur du tourisme en ligne rassemble aujourd'hui de nombreux acteurs du secteur touristique ainsi que des nouveaux entrants pure play.
- Entreprises touristiques : agence de voyage en ligne, prestataire hôteliers, compagnie aérienne, ferroviaire ou de navigation
- Édition et publication : guide de voyage, magazine, blogs de voyage (les « infomédiaires », sites internet spécialisés dans les informations sur le voyage), site d'avis de voyageurs (Tripadvisor, Vinivi, Holidaycheck, Zoover, Trivago, Routard, etc.) et de plus en plus souvent les réseaux sociaux sur lesquels des groupes ou pages dédiées sont créés et recueillent des commentaires des membres.
- Technologies : outils de planification des itinéraires, comparateur de prix, agrégateur, moteur de recherche et métamoteur qui met en relation de multiples produits touristiques, gestion de la réputation numérique.
- Logiciels ou extensions de logiciels : ils viennent compléter les fonctions de bases des PMS hôteliers pour en proposer d'autres comme la gestion des canaux
- Acteurs institutionnels : office de tourisme, CRT, CDT, Ministère, observatoires

## Entreprises touristiques et vente de voyages
En 2015, selon une enquête du cabinet Raffour, 77 % des internautes ayant voyagé au cours des 12 derniers mois ont utilisé Internet pour acheter ou réserver un voyage. Selon la même étude, 43 % des dépenses de voyage en France sont réalisées sur Internet en 2015 pour un montant global de 20 milliards d'euros.
Concernant les usages et les produits achetés, une enquête du Journal du Net publiée en 2009, révèle que les Français utilisent les acteurs du tourisme en ligne principalement pour réserver des billets d'avion (45 %) ou un hébergement (33 %). Ils apprécient tout particulièrement Internet pour trouver et réserver une chambre d'hôtes ou un gîte.
La planification d'un voyage en ligne dure en moyenne 18,1 semaines, dont 2,6 consacrées à la recherche et à la réservation d'un produit. Le taux de conversion à la suite d'une recherche via un moteur est plus élevé dans le secteur de la vente de voyage que pour les autres secteurs (4,8 %). 

### Agences de voyage
Le marché des agences de voyages sur Internet est partagé entre agences historiques tentant de se positionner sur le web et agences pure play.
Les agences de voyages en ligne tendent à la diversification, permettant l'achat et la réservation de plusieurs types de produits touristiques : transport aérien, hôtellerie, location de voiture, séjours. Certaines tendent plutôt à la spécialisation.
Selon le cabinet Raffour Interactif, 89 % des agences de voyages en France considèrent qu'Internet est déterminant dans l'économie du tourisme et opère des changements en profondeur dans la structure de l'offre et de la demande touristique. Dès 2004, le marché des agences traditionnelles était déjà en chute, surtout en ce qui concerne la billetterie. En effet, les agences traditionnelles, moins préparées aux nouvelles pratiques du web, sont toujours devancées par les agences pure play qui ont rapidement adopté les pratiques marketing inhérentes à Internet.

#### Visiteurs uniques (VU) pour les agences de voyage en France
Le classement établi par la FEVAD en 2013 place les agences suivantes en tête du palmarès des audiences françaises au 2e trimestre 2013 :
- Voyages-sncf.com : 7,7 millions de VU/mois ;
- Lastminute.com : 1,7 million de VU/mois ;
- eDreams : 1,6 million de VU/mois ;
- Opodo : 1,593 millions de VU/mois ;
- Voyage Privé (site e-commerce de ventes privées) : 1,567 million VU/mois.

S'il analyse la situation du point de vue des marques de tourisme en ligne, il convient d'ajouter les sites suivants toujours pour le 2e trimestre 2013 :
- Booking.com : 4,475 millions de VU/mois ;
- Air France : 2 millions de VU/mois ;
- Accor : 1,432 million de VU/mois.

Il est toutefois surprenant qu'Expedia et Tripadvisor n'apparaissent pas dans le classement de la FEVAD.

### Hébergement et prestataires hôteliers
84 % des touristes (toutes origines confondues) choisissent leur hôtel sur Internet. Cependant, il semble que le web soit utilisé surtout dans une optique informationnelle puisque 59 % des réservations sont encore passées par téléphone. 
La majorité des propriétaires de gîtes et d'hôtels (hors grands groupes hôteliers comme Accor) se tournent logiquement vers les grandes plateformes de distribution (Expedia, Vinivi, Voyages-SNCF, Booking.com, Planetourism.net, eBookers, Travelocity, Hotel.com, Opodo, HRS et bien d'autres...) pour mettre en avant leurs offres, éventuellement mettre à jour leurs disponibilités et permettre la réservation par les clients. Toutefois, l'importance des commissions demandées par les agences en ligne est un élément favorisant la création de centrales de réservations par les offices du tourisme et les associations labellisées. De plus, les conditions contractuelles imposées par ces agences en ligne (notamment au niveau de la parité tarifaire) entraîne une levée de boucliers de la part des hôteliers indépendants européens et des propriétaires de campings, gîtes, meublés de tourisme et chambres d'hôtes, (Mai 2014 en France, Arnaud Montebourg dénonce  le caractère anticoncurrentiel des contrats imposés par Booking.com aux hôteliers; Avril 2014 Hotellerie Suisse porte une plainte auprès de la commission de la concurrence stipulant que ce même site abuserait de sa position dominante). Les hôteliers européens s'organisent, que ce soit au sein de mouvements associatifs comme FairBooking en France, ou de la plateforme de réservation équitable suisse BookBedder). On observe également une progression des réservations effectuées directement sur les sites des hôteliers (Etudes annuelles de l'Institut suisse du tourisme). Selon cette même étude, les contacts téléphoniques et le courriel demeurent de loin les moyens utilisés pour réserver une chambre, un gîte, un camping ou une chambre d'hôtes.

### Transporteurs
Les transporteurs aériens furent pionniers de la gestion des réservations via des plateformes électroniques, avec les GDS (Global Distribution Systems), utilisés pour la première fois par American Airlines. Les premiers sites Web des compagnies aériennes sont arrivés au milieu des années 90, avec d'abord les compagnies américaines. Au départ à visée informative, ils ont rapidement intégré la réservation en ligne puis le billet électronique, généralisé depuis 2008. Les compagnies à bas prix se sont appuyées sur Internet pour réduire leurs coûts de distribution et de fonctionnement.
La commission européenne a audité 137 sites web de compagnies aériennes en 2007 afin de favoriser l'amélioration de ces sites et la disparition des pratiques abusives (publicité mensongère, concurrence déloyale). Cet audit a entrainé l'amélioration de 115 des sites étudiés.

## Édition et publication
77 % des Français utilisent le Web comme source d'information principale pour préparer leur voyage.

### Guides de voyage électroniques
L'univers de l'édition de voyage et des guides touristiques est entrée avec succès sur le Web, notamment les guides historiques comme le Guide du Routard, Lonely Planet, Petit Futé et Guides de charme (Rivages), qui avaient déjà gagné la confiance des lecteurs sur le papier. Leur stratégie est celle de la complémentarité entre le Web et leurs produits imprimés. Tandis que le Web est utilisé en anticipation du voyage, rien ne remplace encore le livre que l'on glisse dans son sac à dos, bien que des initiatives de guides de voyages sur mobile existent.
De nombreuses initiatives de contenu informationnel touristique sont fournies par des acteurs indépendants, des internautes via des blogs ou des forums ou des entreprises couplant la vente de produits avec de l'information.

### Communautés et web 2.0
Un certain nombre de sites Web 2.0 sont apparus dans le but de fédérer des communautés de voyageurs : CouchSurfing, VoyageForum, Uniterre... La présence des blogs, forums et carnets de voyage, générant de la production de contenu par les internautes, influe sur la préparation du voyage et les usages liées à celle-ci notamment via l'échange d'avis et de conseils. 85 % des internautes déclarent consulter les avis des autres internautes afin de préparer leur voyage. 
Dans d'autres cas, les internautes cherchent à se mettre en relation directement avec les communautés locales sans passer par les acteurs classiques du tourisme, faisant appel par exemple au réseau international des greeters, mouvement de tourisme participatif, qui réinvente les rapports entre les visiteurs et les populations visitées dans un partage non marchand, dont l'expansion est essentiellement due aux possibilités de mise en relation offertes par internet.

## Technologies
Le domaine du tourisme en ligne a vu naître de nouvelles technologies d'accompagnement de l'internaute dans la préparation de son voyage, notamment dans les secteurs de la cartographie et de l'indexation. L'adoption des smartphones est également source de très nombreuses applications touristiques ayant souvent recours à la géolocalisation. Dans une moindre mesure, la réalité augmentée est utilisée pour guider les touristes et voyageurs. Le traitement du langage naturel (NLP) couplé à des techniques d'intelligence artificielle donne naissance à une nouvelle forme d'assistance disponible sur les PC, mais également sur les smartphones. 

### Cartographie et géolocalisation
La cartographie joue un rôle important dans le secteur du tourisme en ligne puisque les cartes, outil indispensable à la préparation d'un voyage, deviennent numériques et associées à d'autres services. Dans une certaine mesure, la cartographie en ligne est une problématique du tourisme en ligne dès lors que celle-ci est associée à de nouveau usages de consultation de l'information touristique.[réf. nécessaire]. Les acteurs du tourisme développent ainsi des couches additionnelles qui permettent de positionner des points d'intérêt sur une carte. Il peut s'agir d'itinéraires, d'hébergement, d'attraction touristiques ou culturelles...

### Réalité augmentée
Le principe de réalité augmentée trouve une application dans le secteur du tourisme : muni d'un mobile connecté à Internet, l'utilisateur bénéficie d'une expérience de visite enrichie.

### Métamoteurs de recherche, comparateurs
Le secteur du tourisme en ligne concentre un certain nombre de comparateurs de prix, d'agrégateurs et de métamoteurs de recherche. Ces composantes combinées entre elles permettent de puiser de multiples informations issues de plusieurs autres moteurs de recherche à vocation touristique ou de transport. Pour la plupart, il s'agit de startups. Ces sociétés agrègent les catalogues de plusieurs sites de vente mais ne vendent aucun produit. Elles récupèrent les données formulées par les sites dont elles publient les informations (les prix et disponibilités, par exemple) en utilisant un format informatique standard (OTA, par exemple) ou en utilisant la technique du web scraping qui consiste à extraire les données d'un site de manière automatique. Une fois que l'utilisateur a sélectionné l'offre qui lui correspond, celui-ci est redirigé vers la plateforme de vente ou de réservation. Les comparateurs génèrent des revenus grâce à la publicité, lorsqu'un utilisateur clique sur l'offre (CPC) ou lorsqu'il achète le produit (Commission). Il existe une variété de comparateurs dans le tourisme. Les plus connus sont les comparateurs de vols (avec par exemple, et aussi d'hôtels, de location de voiture, de ferry, et plus récemment les comparateurs de prix de billets d'autocars qui ont profité de la libéralisation de ce marché à la suite de la promulgation de la Loi Macron. D'autres comparateurs ont développé un moteur de recherche permettant d'intégrer plusieurs modes de transports. 
En ce domaine, les trois grands moteurs de recherche du monde occidental ont lancé fin 2011 un standard permettant d'enrichir les résultats des recherches en ajoutant des éléments tel que la localisation, les évaluations et la nature des services offerts. L'Open Travel Alliance (OTA) supporte cette initiative. 
Ce type d'outil entend clarifier le marché de la réservation de voyage en ligne, en ne proposant qu'une seule interface agrégeant l'ensemble des offres des sites de vente. Aucun outil n'est cependant complètement exhaustif sur les 40000 sites de vente de voyage existants en 2010.